# MIME
MIME (polni angleški naziv Multipurpose Internet Mail Extension; slovensko večnamenska razširitev internetne pošte) je standard za pripenjanje dvojiških datotek elektronski pošti. Omogoča označevanje tipa dodatkov, ki jih prilepite elektronski pošti. Standard MIME uporablja tudi veliko nepoštnih programov, kot je na primer svetovni splet, da lahko odjemalni programi lažje berejo datoteke.
Vrsti mime;